# فرنسيسكو سانتوس
فرنسيسكو سانتوس (8 مارس 1904 بالبرتغال - ) هو لاعب كرة قدم برتغالي في مركز الهجوم. شارك مع منتخب البرتغال لكرة القدم. أما مع النوادي، فقد لعب مع نادي فيتوريا سيتوبال.

## وصلات خارجية
- فرنسيسكو سانتوس على موقع قاعدة بيانات كرة القدم.إي يو (الإنجليزية)
- فرنسيسكو سانتوس على موقع عالم كرة القدم.نت (الإنجليزية)